# Benicia, Kalifornien
Benicia är en stad (city) i Solano County, i delstaten Kalifornien, USA. Enligt United States Census Bureau har staden en folkmängd på 27 207 invånare (2011) och en landarea på 33,5 km².